# Leptognathia vinogradovae
Leptognathia vinogradovae är en kräftdjursart som beskrevs av Kudinova-pasternak 1970. Leptognathia vinogradovae ingår i släktet Leptognathia och familjen Leptognathiidae. Inga underarter finns listade i Catalogue of Life.